# Championnats d'Afrique de gymnastique aérobic 2022
Navigation
Charm el-Cheikh 2020 Le Caire 2024
Les 8e championnats d'Afrique de gymnastique aérobic 2022 se déroulent du 23 au 24 septembre 2022 au Caire, en Égypte.
Les championnats comprennent des épreuves seniors et juniors. 

## Médaillés
| Épreuve     | Or                                               | Argent                                                     | Bronze                                                         |
| ----------- | ------------------------------------------------ | ---------------------------------------------------------- | -------------------------------------------------------------- |
| Solo hommes | Omar Elmaraghy (EGY)                             | Youssef Mahmoud (EGY)                                      | Rodrigue Ahissou (BEN)                                         |
| Solo femmes | Nora Elhennawy (EGY)                             | Hana Abdallah (EGY)                                        | Fatima Yasmine Issad (ALG)                                     |
| Duo mixte   | Égypte Nora Elhennawy Basel Elzamek              | Égypte Toka Elbashary Omar Elmraghy                        | Bénin Rodrigue Ahissou Amdivie Kouhounha                       |
| Trio mixte  | Égypte Omar Elmraghy Mai Elsayed Youssef Mahmoud | Bénin Rodrigue Ahissou Emilienne Houssou Amdivie Kouhounha | Sierra Leone Michael Fornah Fatu Onanah Jalloh Ibrahim Kehinde |

| Épreuve     | Or                                                  | Argent                                          | Bronze                                                    |
| ----------- | --------------------------------------------------- | ----------------------------------------------- | --------------------------------------------------------- |
| Solo hommes | Mohamed Abouelela (EGY)                             | Moaz Aly (EGY)                                  | David Spencer (CPV)                                       |
| Solo femmes | Lujain Bassiouni (EGY)                              | Amira Laoubi (ALG)                              | Mariam Naga (EGY)                                         |
| Duo mixte   | Égypte Nayyer Ellaban Goudy Ibrahim                 | Égypte Marwan ElSaadani Mariam Naga             | Cap-Vert David Spencer Stephanie Almeida                  |
| Trio        | Égypte Hana Gadallah Jana Mohamed Lojine Aboushamaa | Égypte Darin Moustafa Karen Beshay Malak Singer | Algérie Amira Laoubi Bouchra Si Bachir Meya-Hana Gadouche |